# 見晴台站

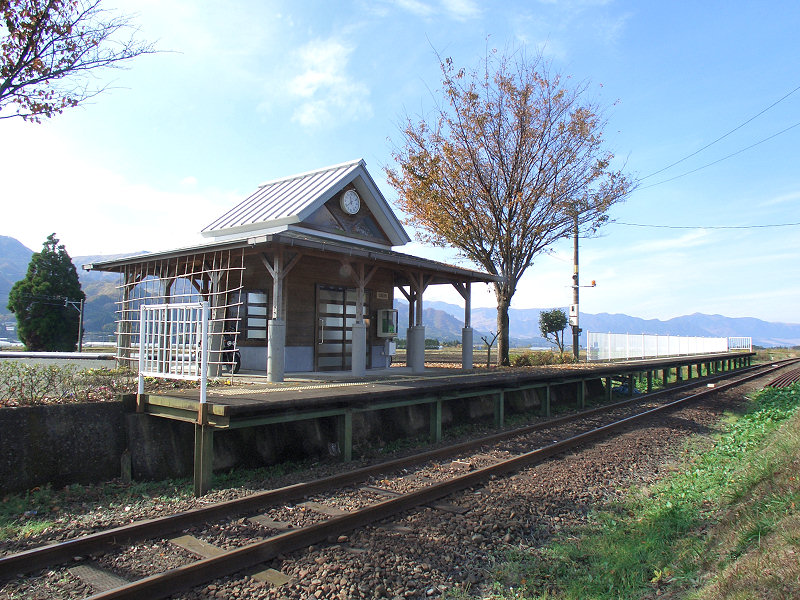
車站大樓與月台

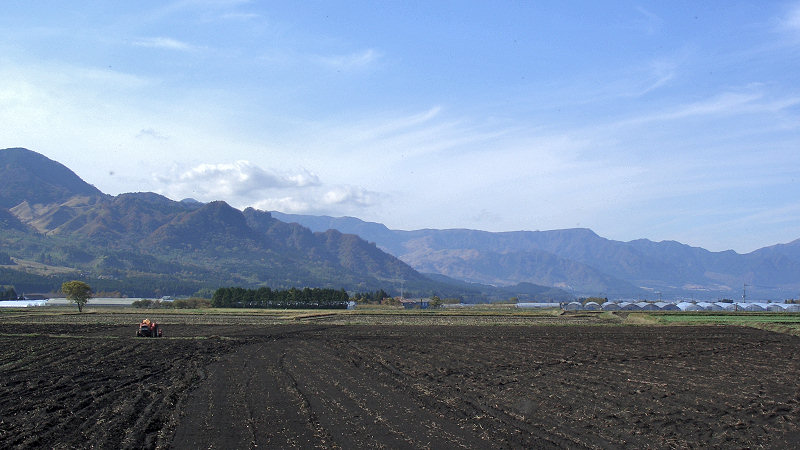
站前

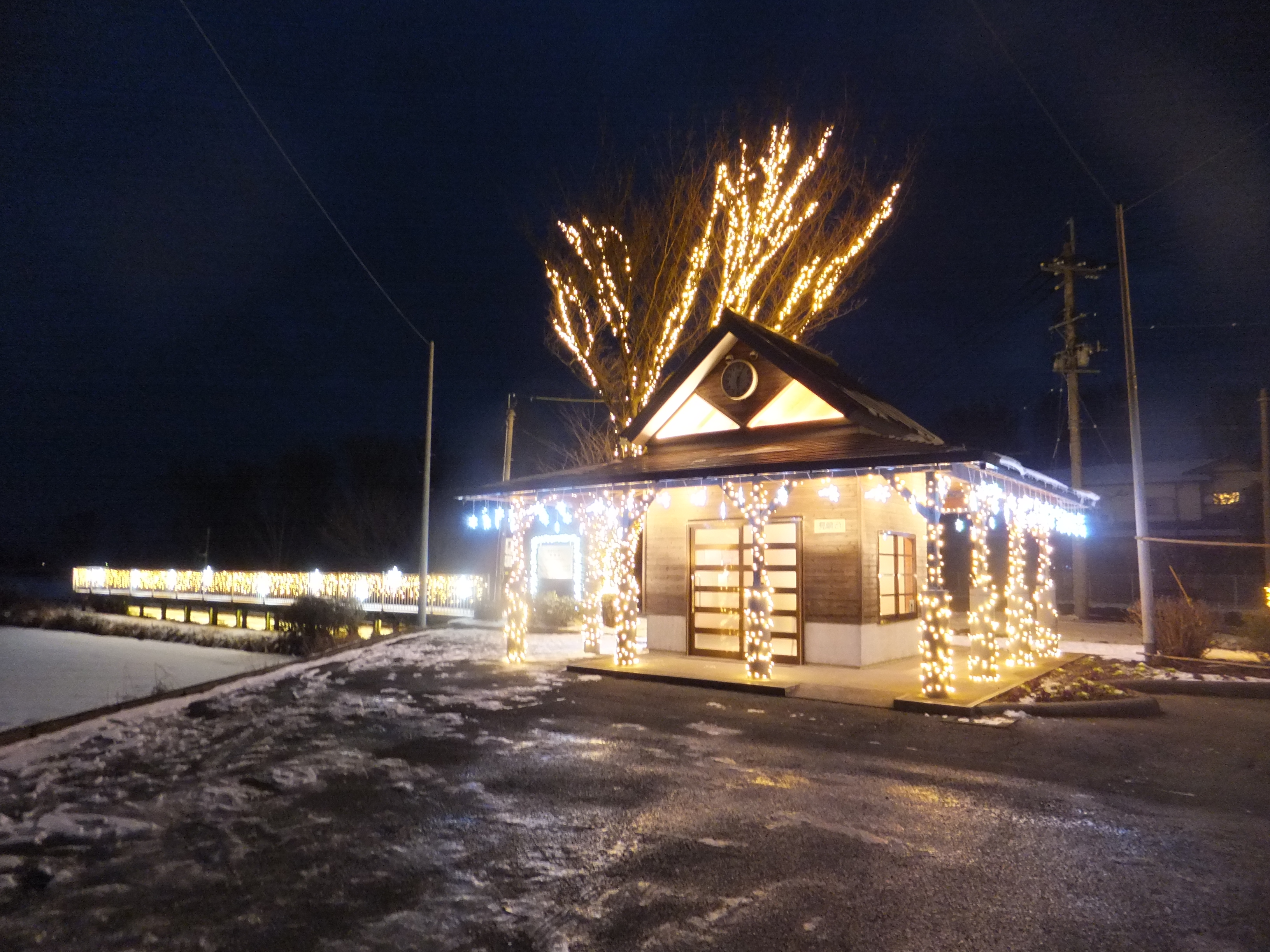
期間限定，加上燈飾的車站大樓（2018年1月）

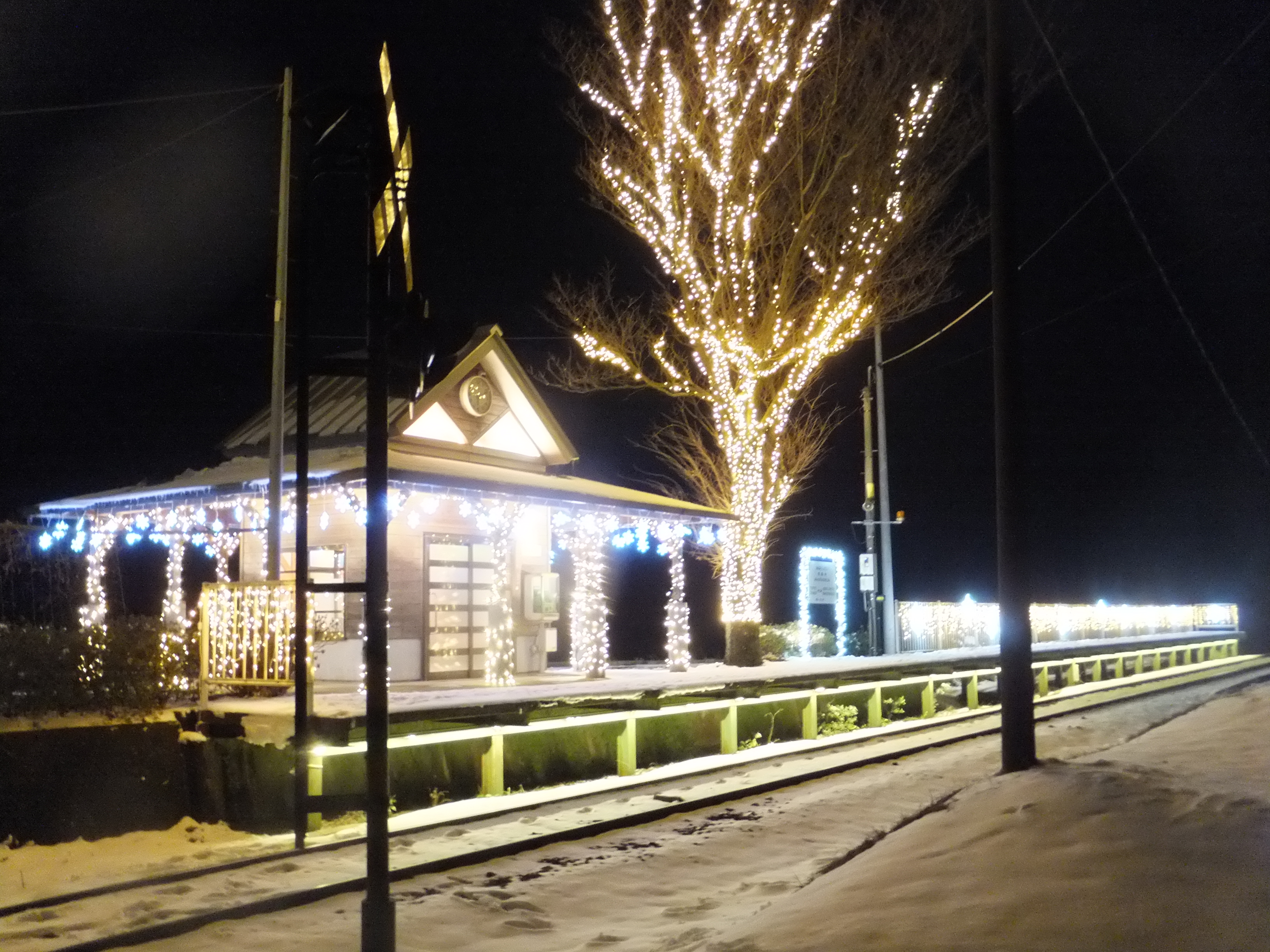
期間限定，加上燈飾的車站大樓 （2018年1月）

見晴台站（日语：／ Miharashidai eki */?）是位於熊本縣阿蘇郡南阿蘇村大字兩併，南阿蘇鐵道的高森線車站。

## 歷史
- 1986年（昭和61年）10月1日 - 南阿蘇鐵道車站啟用。

## 車站構造
車站是一座地面車站，設有1面1線的單式月台。此站是無人車站。

## 使用狀況
| 1日上下車人次變化 | 1日上下車人次變化 |
| 年度              | 1日平均人次       |
| ----------------- | ----------------- |
| 2011年            | 3                 |
| 2012年            | 3                 |
| 2013年            | 2                 |
| 2014年            | 2                 |
| 2015年            | 1                 |

## 車站周邊
車站位於南阿蘇村和高森町的邊界附近。
- 國道325號（日语：国道325号） - 共有繞道和舊道（現時：村道）2條路行走。舊道距離此站約200米。
- 高森警署（日语：高森警察署） - 約1公里。
- 高森湧水隧道公園 - 約1.4公里。

## 巴士路線
- 產交巴士（日语：九州産交バス）
  - 「見晴台站」巴士站

## 其他
午後紅茶廣告 「我想見你，我要熱身」篇在此站取景。該廣告在2016年冬季於電視上放映。在廣告中出現的自動販賣機是為了拍攝而設置，後來在收到到訪者等意見後，於該站在部分時間設置了一般販賣用的自動販賣機。

## 相鄰車站
南阿蘇鐵道
高森線
南阿蘇白川水源－見晴台－高森

## 注腳
1. 1 2  国土数値情報(駅別乗降客数データ)  （页面存档备份，存于）（日語） - 國土交通省，2018年3月23日參閲
2. ↑  .   [2021-05-09]. 原始内容存档于2016-12-20.
3. ↑  キリン午後の紅茶のCMのロケ地に南阿蘇村が使われました！ - 南阿蘇村ホームページ（存档于2017年6月9日） - 国立国会图书馆Web Archiving Project
4. ↑  CMで話題の駅に自販機 ヘッドホンと制服は自前でどうぞ（日語） - 西日本新聞（2017年2月26日付） ※google存檔（2017年4月24日取得，同月28日參閲）

## 外部連結
- 見晴台｜南阿蘇鐵道 （页面存档备份，存于）（日語）